# Macellum (Landgut)
Macellum war ein spätantikes kaiserliches Landgut in der kleinasiatischen Provinz Kappadokien.
Der Name leitet sich von der römischen Bezeichnung Macellum für eine Markthalle ab. Das Gut befand sich am Hang des Mons Argaeus (Erciyes Dağı), südlich der Provinzhauptstadt Caesarea (Kayseri). Bekannt wurde Macellum als der Ort, an dem der spätere Kaiser Julian „Apostata“ sechs Jahre seiner Jugend verbrachte. Der damalige Kaiser Constantius II. wollte den Jungen offenbar in einer Art „Exil“ fern der Residenz halten; in Macellum lebte Julian gemeinsam mit seinem Halbbruder Constantius Gallus.
Julian selbst beschreibt seinen Aufenthalt in seinem Brief an die Athener rückblickend als eine Gefangenschaft. Tatsächlich war die Anlage mit einem großen Palastkomplex und umfangreichen Gärten und Bädern ausgestattet.